# Revolutionshochzeit (Oper)
Revolutionshochzeit ist eine Oper in drei Akten von Eugen d’Albert. Das Libretto verfasste Ferdinand Lion nach einem Drama von Sophus Michaëlis. Die Uraufführung der Oper war am 26. Oktober 1919 am Neuen Stadttheater Leipzig.

## Handlung

### Erster Akt
Frankreich im April des Revolutionsjahres 1793, oder in der Sprache der Jakobiner: im Floreal des Jahres 2 der Revolution. Auf Schloss Trionville wird die Hochzeit zwischen Alaine de L’Estoile und ihrem Cousin Ernest de Tressailles vorbereitet. Die Zofe Leontine und deren Verlobter Prosper, ein Anhänger der Revolution, decken den Tisch. Ernest erscheint durch die Gartentür und verhält sich galant zu Alaine, wodurch deren letzte Zweifel an der Hochzeit zerstreut werden. Sie heiraten in der Schlosskapelle. Noch vor dem Souper ereilt sie die Nachricht über die Ankunft der Jakobiner. Ernest flieht durch die Terrassentür, und kurz darauf tritt der Konventskommissar, gefolgt von dem Offizier Marc-Arron, ein. Soldaten bringen den Gefangenen Ernest herein, der Konventskommissar verurteilt ihn zum sofortigen Tode. Alaine bittet um Mitleid, da sie doch gerade beim Hochzeitsmahl gestört worden seien. Marc-Arron erinnert an die Güte der Republik und erreicht einen Aufschub der Vollstreckung um 12 Stunden.

### Zweiter Akt
Ernest und seine Frau Alaine suchen verzweifelt nach einem Ausweg. Alaine lässt Marc-Arron rufen und macht dem Revolutionsoffizier folgendes Angebot. Sie wolle ihm diese Nacht gewähren, wenn er dafür ihren frisch angetrauten Mann entkommen ließe. Marc-Arron tauscht daraufhin mit Ernest die Kleider, der nun in der Kluft eines Jakobiners entkommen kann. Alaine erkennt, dass Marc-Arrons Mut und Tapferkeit viel größer sind als die Ernestes und gibt sich ihm, der auf sein Recht der Liebesnacht verzichtet, freiwillig hin.

### Dritter Akt
Der Morgen naht und Marc-Arron stellt sich seiner Verantwortung. Ihm droht die Todesstrafe, da er einem verurteilten Adeligen und Emigranten zur Flucht verholfen hat. Der Konventskommissar erscheint und erkennt den Verrat. Als die Strafe vollstreckt wird, stürzt sich Alaine in einem Sprung zu Marc-Arron, umarmt ihn ganz. Zugleich fallen die Schüsse, beide durchbohrend.

## Werkgeschichte
Die Uraufführung der Oper fand am 26. Oktober 1919 am Neuen Stadttheater Leipzig unter der musikalischen Leitung von Otto Lohse statt. Es sangen die Sopranistinnen Hedwig Didam-Borchers und Aline Sanden, die Tenöre Eugen Albert, Hans Lissmann und Rudolf Ferdinand Jäger sowie der Bass Walter Soomer.
Eine Wiederaufführung gab es 1994 am Landestheater Eisenach. Der Dirigent war Harke de Roos. Die Inszenierung stammte von Andreas Baesler, die Ausstattung von Ottowerner Meyer.